# Веселовка (Черкасская область)
Веселовка (укр. Веселівка) — село в Уманском районе Черкасской области Украины.
Население по переписи 2001 года составляло 462 человека. Почтовый индекс — 20033. Телефонный код — 4745.

## Местный совет
20032, Черкасская обл., Христиновский р-н, с. Россошки